# خوان باستور ماركو
خوان باستور ماركو (بالإسبانية: Juan Pastor Marco)‏ هو سياسي إسباني، ولد في 24 نوفمبر 1951 في أوربا في إسبانيا. حزبياً، نشط في الحزب الاشتراكي لبلد بلنسية ‏. وقد انتخب عضو مجلس النواب الإسباني ‏.